# Johann IV. (Ostfriesland)
Johann IV. von Ostfriesland-Rietberg (* 31. Mai 1618; † 7. August 1660) war von 1640 bis 1660 Graf von Rietberg.

## Leben
Er stammte aus der Nebenlinie Rietberg des Hauses Cirksena. Er war Sohn des Grafen Johann III. und der Sabina Catharina von Ostfriesland.
Als nachgeborener Sohn trat er in den geistlichen Stand ein und wurde Domherr in Köln.  Nach dem Tod des Bruders Ernst Christoph erbte er und sein Bruder Ferdinand Franz 1640 die Grafschaft. Überschattet wurde der Beginn der Herrschaft von einem alten Lehnsstreit mit der Landgrafschaft Hessen, der erst 1645 entschieden wurde. Ein Jahr zuvor hatte Johann, den der Papst von seiner geistlichen Würde dispensiert hatte, die Herrschaft übernommen. Er heiratete 1647 Anna Katharina Ernestine von Salm-Reiferscheid. Aus der Ehe gingen hervor: Maria Leopoldine Catharina (1649–1718) verheiratet mit Oswald Graf von dem Bergh, Friedrich Wilhelm (1650–1677), Franz Adolph Wilhelm (1651–1689), Ferdinand Maximilian (1653–1687), Bernhardine Sophie (1654–1726) Fürstäbtissin von Essen.
Gegen Ende des Dreißigjährigen Krieges kommandierte er in kaiserlichen Diensten ein Regiment. Er war auch spanischer Oberkriegsrat und kaiserlicher Kämmerer.
In der Grafschaft Rietberg hat er sich bemüht den Wohlstand zu heben und die wüst gefallenen Teile der Grafschaft wieder zu besiedeln. Das durch die Auswirkungen des Dreißigjährigen Krieges unbewohnbar gewordene Franziskanerkloster Rietberg und die Kirche ließ er wieder in Stand setzen. Im Jahr 1654 stiftete er dort eine Vikarie.
Nach seinem Tod wurde er in der Gruft der Franziskanerkirche beigesetzt.